# Tehuantepec (zatoka)
Golfo de Tehuantepec – zatoka Oceanu Spokojnego koło południowo-wschodniego wybrzeża Meksyku, na północ od przesmyku Tehuantepec. Rozciąga się na przestrzeni ok. 500 km od Puerto Angel w stanie Oaxaca do Barra del Suchiate w stanie Chiapas. U wylotu ma szerokość ok. 160 km.
Jej cechą charakterystyczną są liczne laguny rozsiane na jej brzegach (największe z nich to: Superior, Inferior i Muerto). Do zatoki wpada rzeka Tehuantepec i wiele mniejszych cieków. Największym miastem nad nią leżącym jest Salina Cruz – jeden z końców kolei przecinającej przesmyk Tehuantepec. Wzdłuż brzegu biegnie linia kolejowa i autostrada z Juchitán do Tapachula.